# Ansó
Ansó és un municipi aragonès situat a la província d'Osca i enquadrat a la comarca de la Jacetània. Al nord, limita amb la frontera francesa. a l'est amb els termes municipals Aísa, Aragüés del Puerto i Hecho (tots tres província d'Osca). a l'oest amb Fago (Osca), Salvatierra de Esca (Saragossa), Garde, Isaba i Urzainqui (Navarra).

## Història
L'assentament i la colonització de la Vall d'Ansó data del segle ix. Podem trobar nombroses restes dels primers assentaments humans en diversos llocs del terme. Entre tots destaca el dolmen d'Agua Tuerta. Allà se n'hi localitzen dos més; un a Escalé i un altre en el barranc d'Acué. També a la Loma hi ha la cista o llossa de la Sepultura, amb la creu que delimita Agua Tuerta i Guarrinza, en el terme d'Echo. A Guarrinza, en el Mallo Blanco. En el Camón de las Fitas (anomenat popularment Puntal d'as mentiras) s'hi troba el túmul, dolmen i cromlec. També n'hi ha en el Camón largo. A les Foyas de Santa María, al Puerto del Palo i a Añarón, hi ha d'altres monuments com els situats a Agua Tuerta. A L'Acherito existeixen quatre dòlmens situats al barranc del mateix nom i un altre en el Sabucar. Així mateix a Linza, a la Foya de los Ingenieros, es pot contemplar un grup de cinc dòlmens.
Sobre el traçat de la calçada romana passaven els peregrins del Camí de Sant Jaume que entraven a Espanya pel Puerto del Palo (a les Foyas de Santa María) baixant per la Vall d'Echo per fer una parada en el monestir de San Pedro de Siresa. Prenien el camí del Vedau per arribar a Ansó. Continuaven pel camí de la Canal fins al monestir de Cillas, seguint per Fórcala al mont de Berdún.
En el segle xii, la Vall d'Ansó es veu inscrita en el registre de la Corona d'Aragó. El 1272 és Jaume el Conqueridor el que concedeix el títol de Vila i els privilegis que posseeixen els ansotanos, que han estat refrendats pels seus successors. Fins a l'any 1830, Ansó i Fago formaven un sol municipi. En aquesta data Fago se separà i constituí el seu propi ajuntament. Per reial orde del Ministeri de la Governació, l'11 de març de 1882 s'acordà repartir els aprofitaments forestals en 4/5 parts per a Ansó i 1/5 per a Fago.

## La frontera
A causa de la seva situació fronterera amb Navarra i França, la Torre que actualment es conserva tenia una funció defensiva, amb soldats mantinguts per la Corona d'Aragó. Orientada vers l'oest, són visibles diverses espitlleres i 3 canets en les cantonades nord-est i sud-est per a sostenir elements defensius. Tota l'estructura és medieval, però sofrí diverses adaptacions a les necessitats dels temps. En l'actualitat (2014) es troba en fase de restauració. En la carretera cap a Zuriza s'hi trobava un castell ordenat construir per Felip II amb finalitats defensives, del qual no es conserven més que testimonis fotogràfics.
Des de 1375 se celebrà a la muga roncalesa i bearnesa (Bearn), un tractat que posà fi a les baralles per l'ús de pastures i fonts frontereres. Després d'anys d'atacs i represàlies, les dues valls decidiren que els Síndics de la Vall d'Ansó arbitrarien una fórmula per acabar amb aquesta situació. El resultat fou el que es coneix com el Tributo de las Tres Vacas.

## Edificis notables

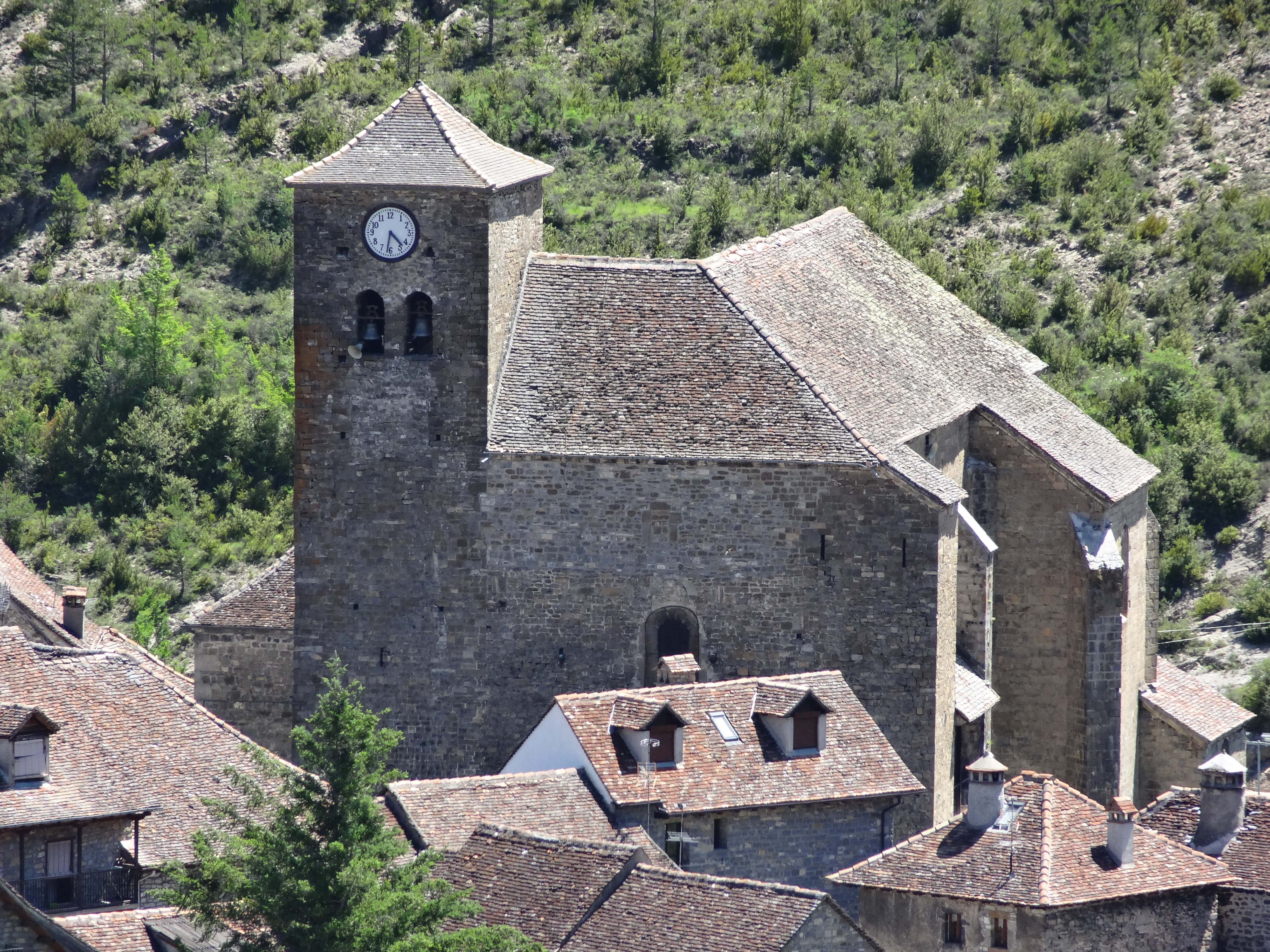
Església de Sant Pere d'Ansó

L'església de Sant Pere, construïda en el segle xvi, és na nau única amb planta de creu llatina i volta de creueria gòtica. L'entrada l'adorna una bella portada plateresca. Té com a titular Sant Pere Apòstol, que presideix l'altar major, el qual és barroc, del segle xvii, recobert de pa d'or, cosa que contribueix a ressaltar-ne la bellesa. És de destacar l'arc rebaixat a la part baixa del cor, decorat amb motllures i adornaments. En la part nord està ubicat l'orgue, del segle xvii, que fou comprat a França i restaurat el 2014.

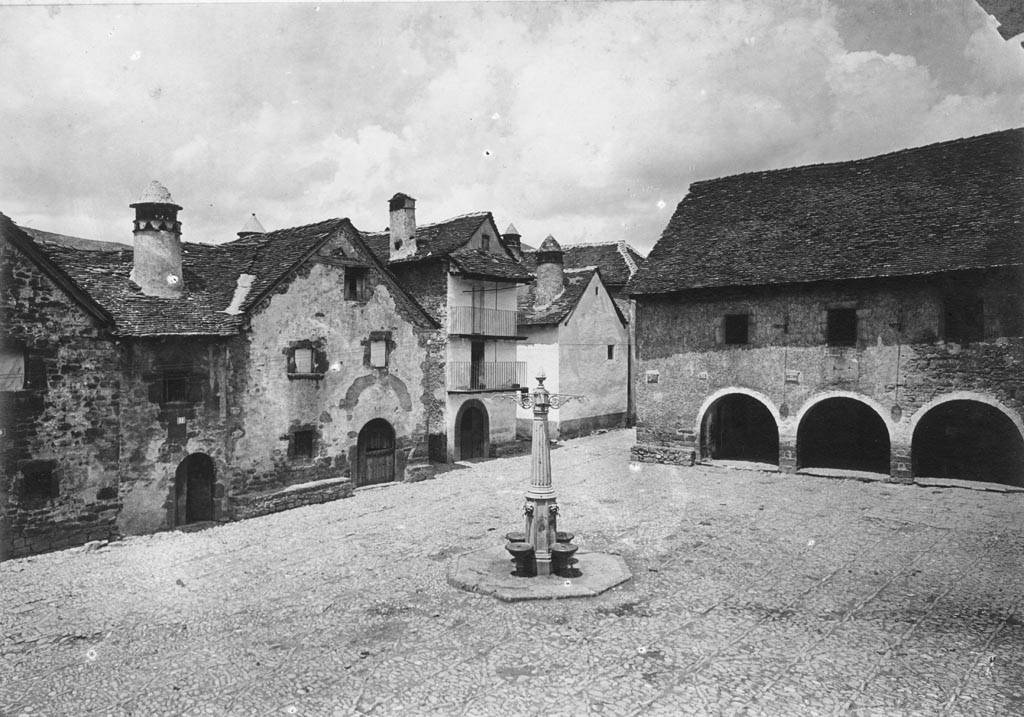
Plaça Major d'Ansó amb una font al centre. (Fotografia d'entre 1890 i 1914)

Dintre de l'església hi ha dos museus. A la planta baixa s'hi troba la sagristia, amb icones, imatges i orfebreria en or i argent (calzes, reliquiaris...) dels segles xvii i xviii barroc i rococó. Cal destacar l'àmplia col·lecció de documents històrics pertanyents a l'arxiu parroquial. Especial atenció mereixen les pintures de sostre i parets, d'estil pompeià, restaurades el 1995.
Partint de la sagristia, ja per l'escala es pot apreciar objectes del museu; estris de conreu, selles de muntar a cavall per a la núvia, material fotogràfic, etc.; a la planta superior s'exhibeixen nombrosos vestits ansotans en vitrines. També hi ha estris quotidians, cuina, teler i estris relacionats amb l'artesania de la llana i el lli, així com diversos objectes d'interès.
El Centre d'Interpretació d'usos múltiples, en col·laboració amb el departament de Medi Ambient de la D.G.A. mostra una variada selecció de la rica fauna i flora de la Vall d'Ansó.
Al rober municipal s'hi guarda l'extens sortit de roba i adornaments que es llueixen en el Dia de Exaltación del Traje Ansotano.

## La casa Ansotana

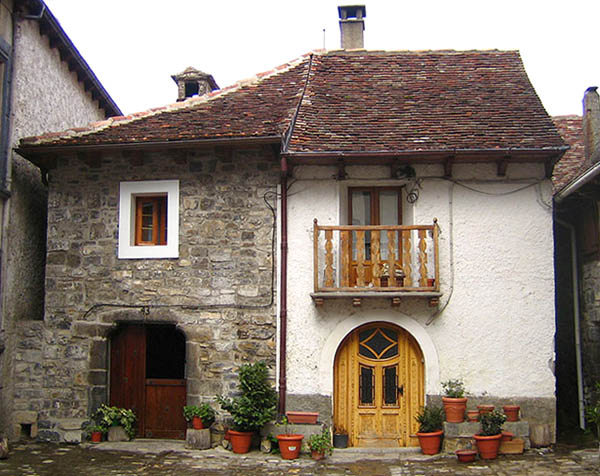
Típica casa ansotana

A la Casa Morené s'hi pot apreciar l'estructura interior d'una casa típica ansotana i la distribució de dependències i estris.
La casa ansotana era de planta quadrada o rectangular i de dos pisos. La planta baixa estava constituïda per un pati central, entorn del qual s'hi distribuïen dependències com la cavallerissa, el llenyer i la «mesadera» (per a activitats econòmiques avui desaparegudes).
La primera planta disposava d'una cambra o distribuïdor i, a tots dos costats, habitacions amb les seves corresponents alcoves. També hi havia la cuina amb una gran xemeneia de campana; si hi havia una segona planta a la casa, s'instal·lava allà per a evitar incendis. A la cuina era on es feia la vida, i on es realitzaven els treballs artesans, sobretot a l'hivern. Al voltant de la xemeneia s'hi col·locaven les cadires o bancs amb respatller.
La «sabaya» (les golfes) es destinava a magatzem de productes agrícoles que necessitessin ser assecats. La teulada era de doble vessant revestida per la característica teula del país (argila cuita), la qual es fabricava en el mateix poble. Les tradicionals xemeneies eren de gran mida, cilíndriques i amb teuladeta. La façana, de pedra, ressaltant el cadirat de les cantonades. A vegades, la façana es recobria amb calç, deixant al voltant de portes i finestres la pedra a la vista.
L'arcada de la porta estava formada per grans pedres tallades i la porta era de fusta d'una fulla partida.
La Casa Morené també es destina a activitats culturals i exposicions.

## Vestimenta
El vestit d'Ansó, conservat fins als nostres dies, és un meravellós reflex de la cultura, religiositat, forma de vida i costums ancestrals de la població. La seva antiguitat es remunta a l`'època medieval, fins i tot a èpoques anteriors, amb arrels iberes i celtes.

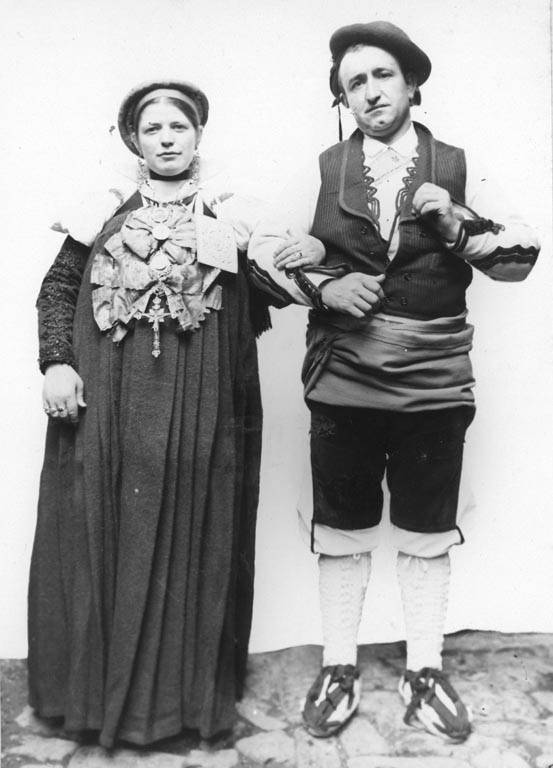
Matrimoni vestits de casament (entre 1890 i 1914)

 Confeccionat amb matèries primeres pròpies del país, com la llana i el lli, cal destacar la gran varietat de vestits que hi ha per a cada moment i circumstàncies de la vida: festa, treball, consell, cerimònies religioses, des dels infants als adults, amb els seus peculiars complements. Tot això permet oferir la més distingida exposició que hom pugui imaginar.
Cada vestit va acompanyat d'una peculiar forma de pentinat femení anomenat «churros» o trenat; depenent de la cerimònia es cobrien amb mocadors de vistosos colors, amb mantellines blanques... Aquests vestits, com antigues relíquies que són, resten guardades en el museu parroquial i en el rober municipal. Dat l'interès que tenen per aquesta vila i el desig de donar-lo conèixer en tota la seva autenticitat, ha restat establerta des de 1971 la Fiesta de Exaltación del Traje Ansotano, en què es poden contemplar en tota la seva esplendor, les vestimentes tradicionals vestides per la gent del llogaret.

## Festes
La Fiesta de Exaltación del Traje Ansotano se celebra l'últim diumenge d'agost.
La romeria a l'ermita de la Virgen de Puyeta se celebra el dia 8 de setembre, si cau en diumenge –i si no el diumenge següent. Els Goigs que es canten a la Virgen de Puyeta són del segle xviii.
El dia del patró San Sebastián és el 20 de gener, però per circumstàncies econòmiques de la transhumància i la collita, tradicionalment les festes patronals se celebren el 21 de setembre.

## Postals d'Ansó

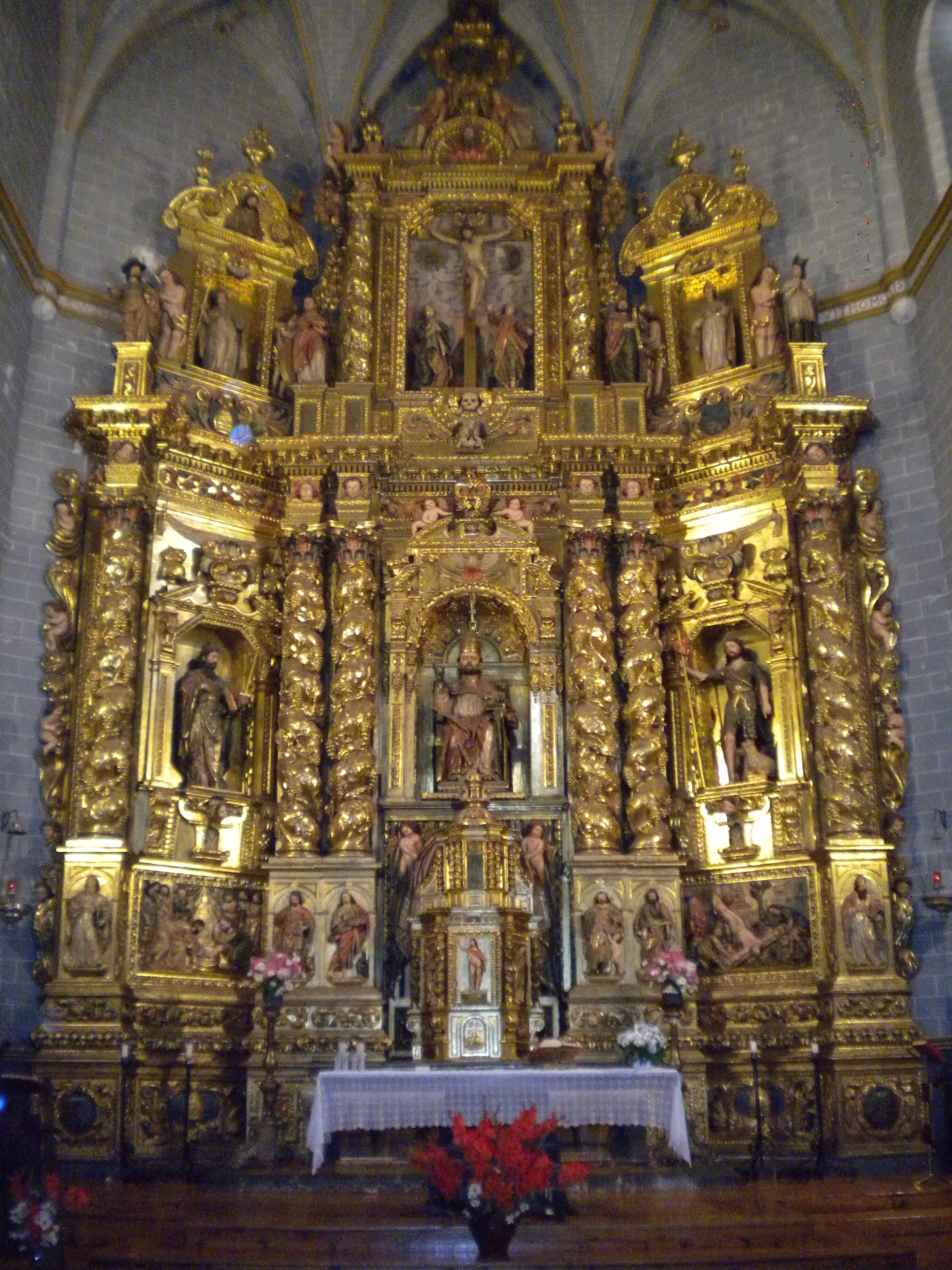
Altar major
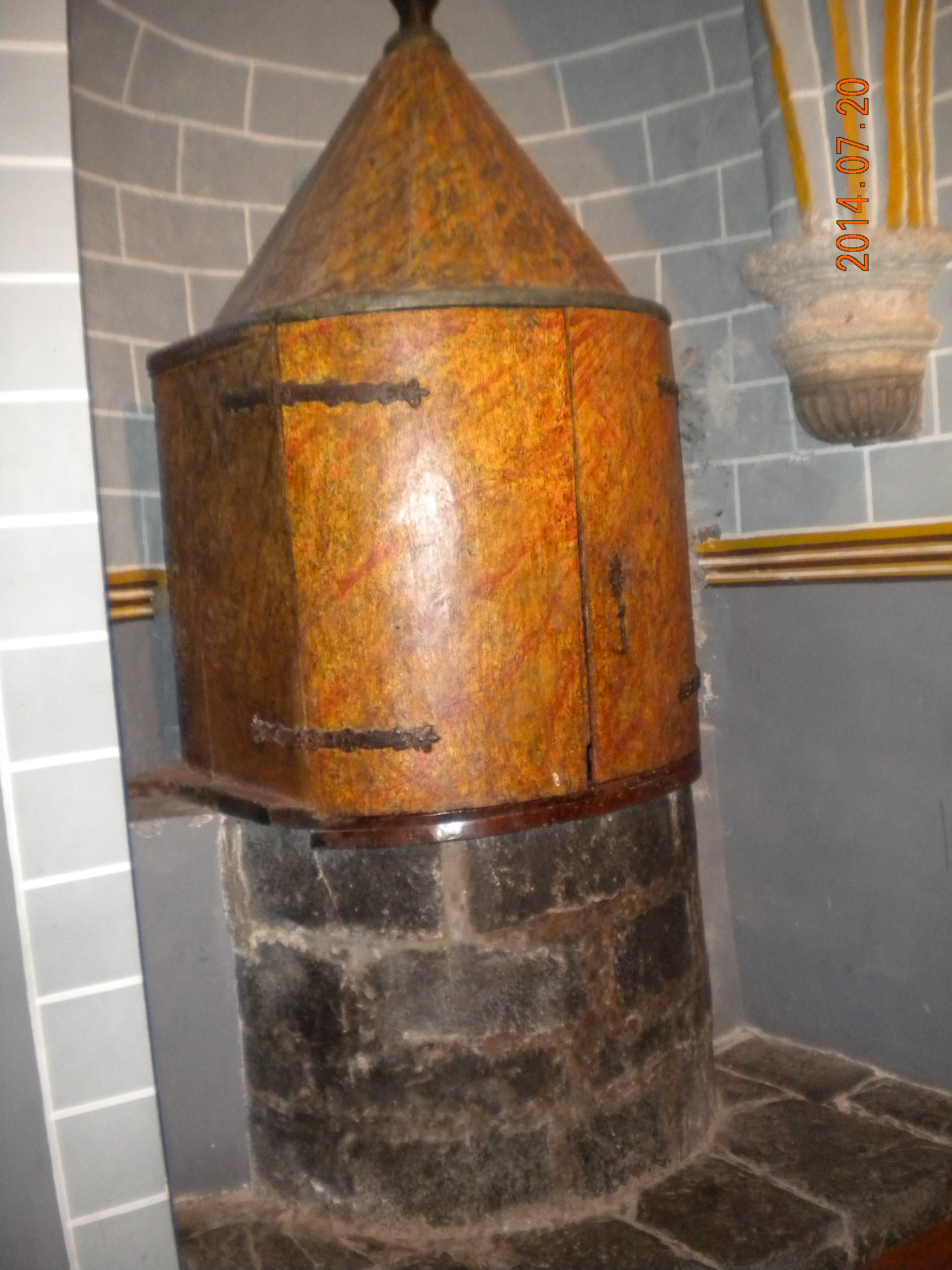
Pica baptismal
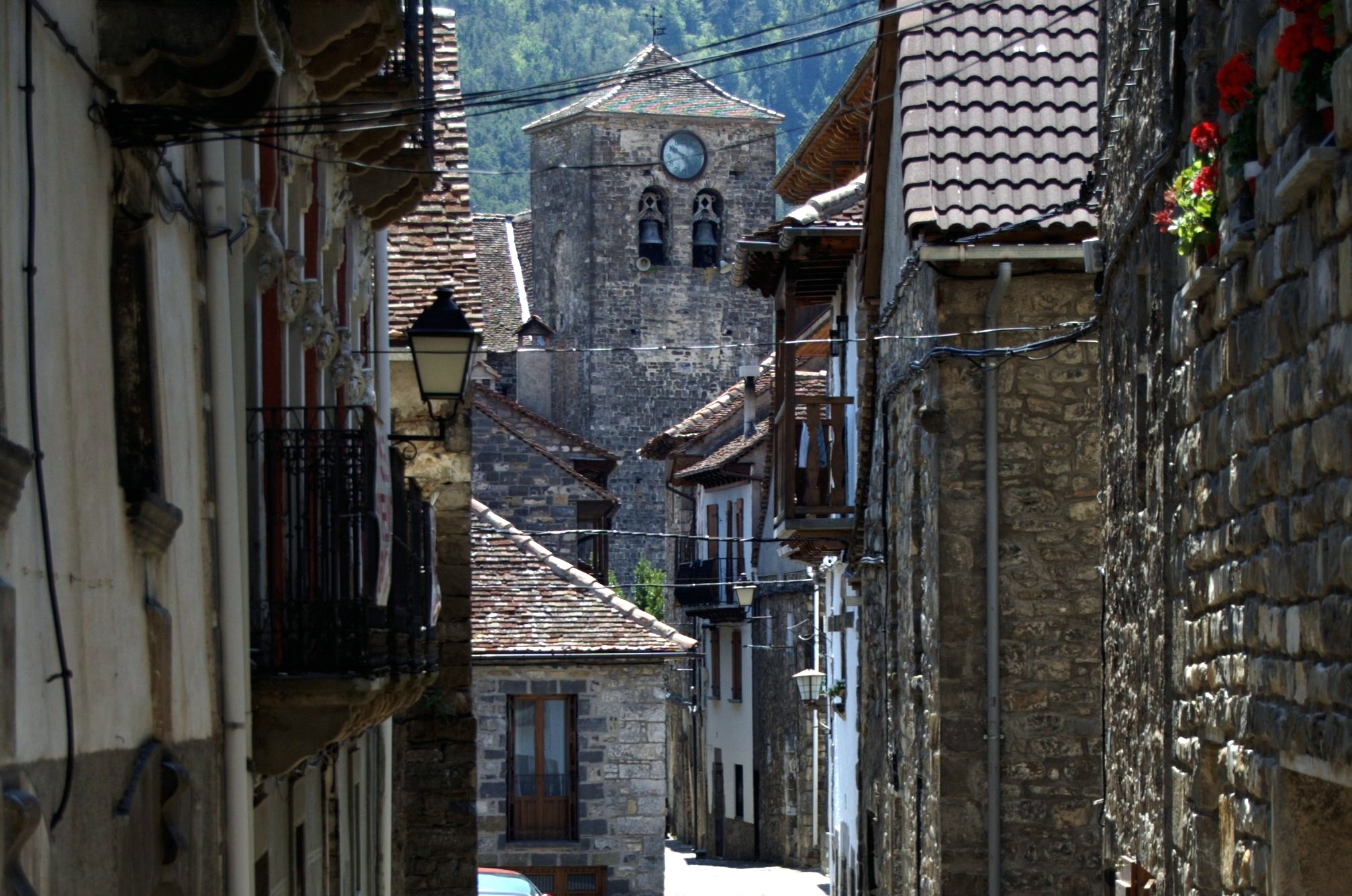
Carreró d'Ansó
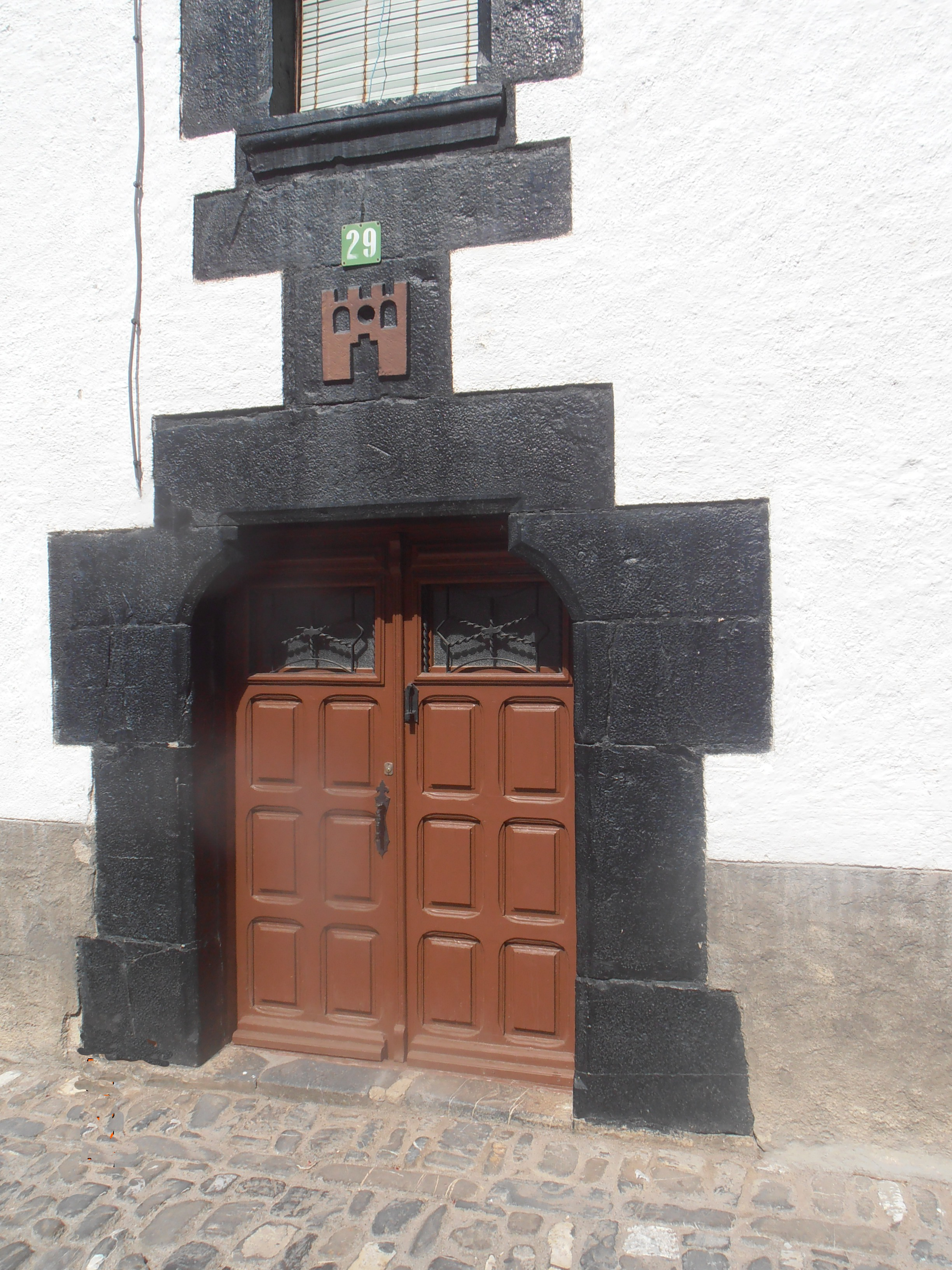
Típic portal del poble
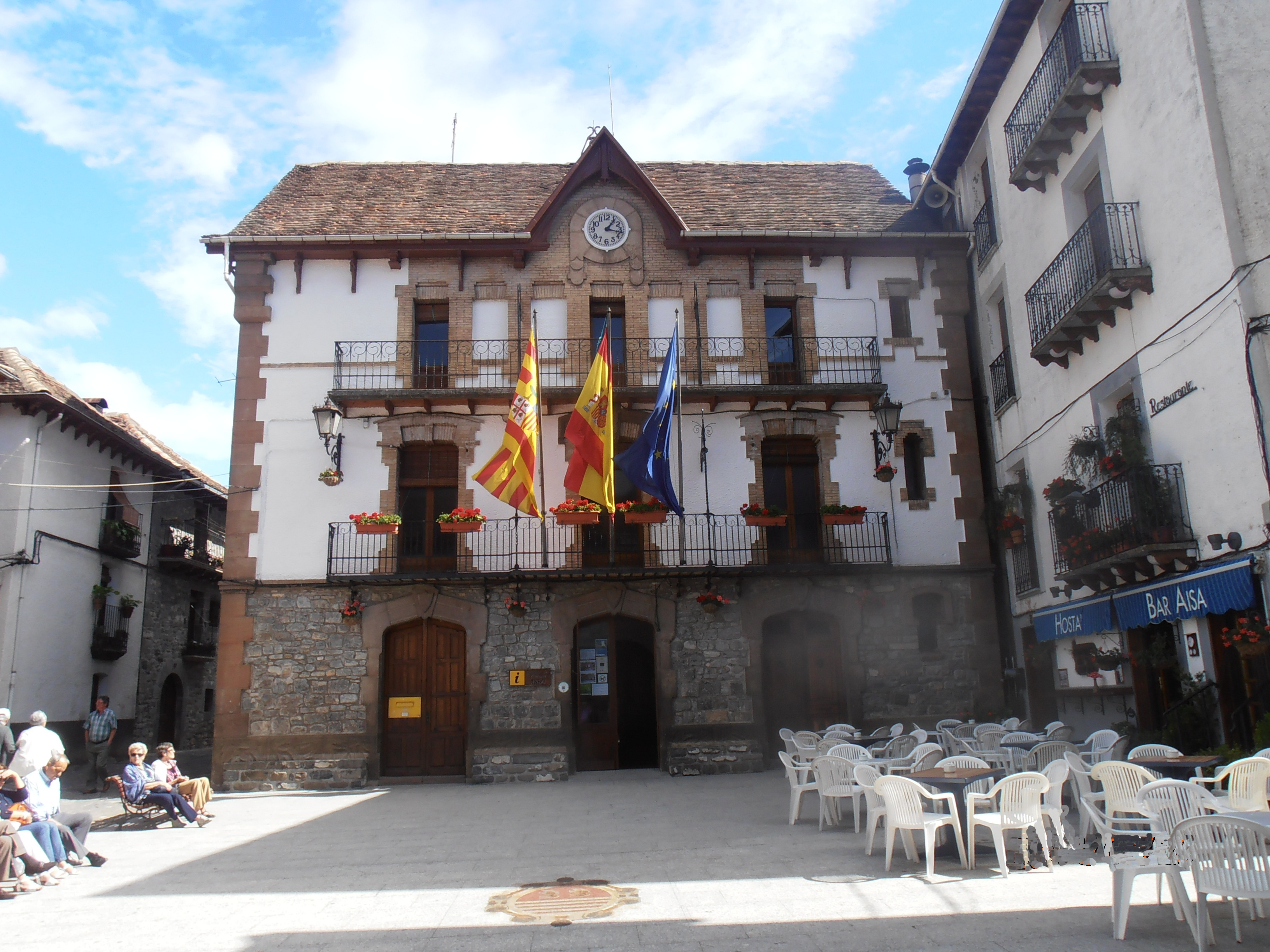
Ajuntament
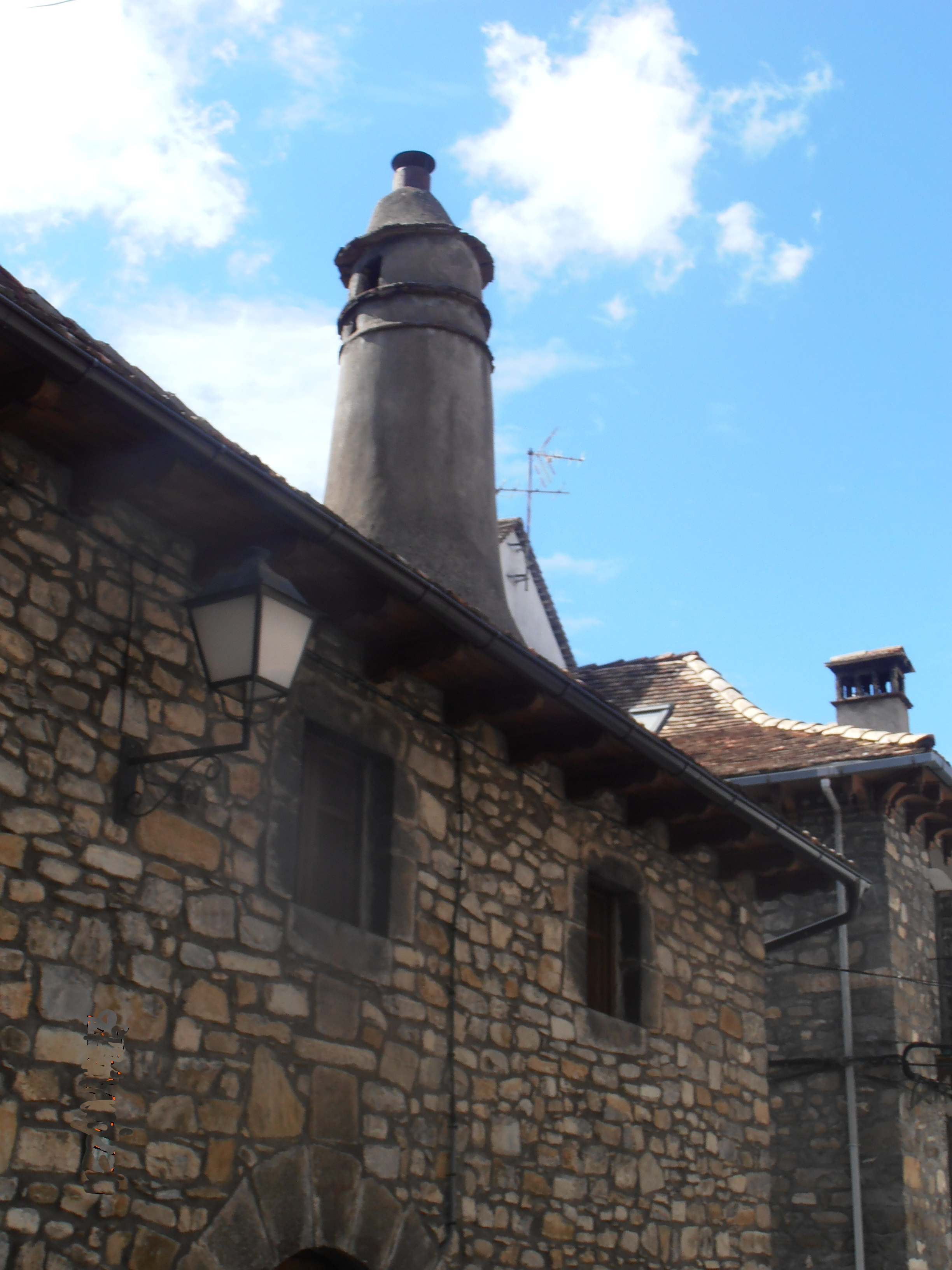
Típica xemeneia de Jacetania

## Agermanaments
- Bòrça